# エラズマス・ダーウィン
エラズマス・ダーウィン（Erasmus Darwin, 1731年12月12日 – 1802年4月18日）は、イングランドの医師・詩人・自然哲学者。ロバート・ダーウィンの父でチャールズ・ダーウィンの祖父。

## 略歴
ノッティンガム付近のエルストン・ホールで法律家の三男として生まれる。ケンブリッジ大学とエディンバラ大学で学び、内科医の資格を取得した。リッチフィールドで開業し、当時のイングランドで最も優れた医師として知られていた。マシュー・ボールトンやウィリアム・スモールと一緒に「ルナ・ソサエティ」を創設、後にウエッジウッド、ワット、キア、エッジワースなどが加わり、知的に傑出した未曾有の地方グループとなり、イングランドの産業革命の知的な原動力となった。ここで、ジェームズ・ワットなどの友人たちに促されて発話機械から水平型風車までの多種多様な発明を実用化し、大量の設計図を残した。1780年代の七年間を費やしてリンネの大作「植物の体系」と「植物の属」を翻訳。リッチフィールド大聖堂の文芸サークルでも活躍し、長詩『植物の園』(1789)は1790年代初頭の文芸界に旋風を巻き起こした。文芸批評家は本人の詩よりもワーズワース、コールリッジ、シェリー、キーツなどのイギリスロマン派詩人たちに与えた強い影響を重視している。 1794年から96年にかけて動物の生活史を扱った大著「ゾーノミア　あるいは生命の法則」を刊行。選択交配を何世代も重ねた動物に見られる変化、突然変異の遺伝、変異の有利さの決定における「性欲、飢え、安全」の役割、性選択の作用などに着目し、進化説の中核をなすトートロジー、すなわち「適者」の方が弱い個体よりも多くの(そしてより適した)子孫を残すことで、種全体が改良されるという今日では「生物進化」と呼ばれるメカニズムを指摘した。彼は「数百万の時代」のタイムスパンで、「全ての混血動物は一片の生ける糸(リビング・フィラメント)から生まれた」と述べている。神が全てを創造したという考えを否定する「進化(evolution)」という概念を打ち出すことは、当時としては到底受け入れられない叛逆に近い行為であった。しかし、エラズマスの息子で信奉者であったロバートは進化論に肯定的な雰囲気を作り出し、息子チャールズの進化論の土壌を作った。1800年の「フィトロギア」は、植物の生活史と、それを支える二酸化炭素から肥料までを概説する大作で、特に栄養摂取における基本的な材料(炭酸ガス、水、太陽)と最終生産物(酸素と炭水化物)を示すことで、それまでの誰よりも光合成の過程を詳しく記した。また、エラズマスは窒素と燐が植物の栄養素として重要であることを初めて認識した。死後、1803年に出た長詩「自然の殿堂」は太古の海の微生物から、植物、魚類、両生類、爬虫類、陸棲動物、鳥と生命の進化を追ったもので、『種の起源』のら50年以上も前に進化の過程を正確に論証している。動物、昆虫、植物に見られる生存競争を説明し、進化を形作る圧力を描き出した。いわゆる「科学研究」としては、王立協会の論文誌に5篇の論文を発表、1785年にはアルトワ(自噴式)井戸の原理を初めて明確に解説、1788年には、熱エンジンで起こっている断熱膨張の原理を解明し、それを適用して雲の形成を説明した。
　一般にチャールズ・ダーウィンが「進化」論を唱えたとされているが、実際には祖父であるエラズマスが「進化(evolution)」という概念を生物学に持ち込んでいる。王立協会やフリーメイソンの構成員であり、ルナ協会の中心人物でもあった。
チャールズ自身は「ゆるやかな変化」などを用いた表現が多く、「進化(evolution)」という言葉自体を大きく嫌っていたらしい。 有名な『種の起源』においても、その第5版にまで「進化」という単語は存在しない。チャールズが祖父を大きく嫌っていたため、と見る向きもあるが、エラズマスの論が実施や実験、経験を軽んじているがため、とチャールズ自身は著している。
ただ、チャールズが当初系統発生にエラズマスの提唱したevolutionの語を当てなかったことに関して、当時のevolutionという語の示す概念は元来個体発生、特に前成説的個体発生概念においてあらかじめ用意された個体の構造が展開生成するプロセスを指していたのを後になって系統発生のプロセスを指す語に援用したものであったことは、もっと注目されてよいだろう。チャールズの「種の起原」で展開されている議論は系統発生と進歩を区別し、その定められた方向性を否定するものであったからである。つまり、チャールズの「進化論」の内容と"evolution"の本来の語義は親和性が良いとは言えないのである。

## 『植物の園』
ヨーロッパでは18世紀後半にロマン主義が台頭し、自然に対する美意識が大きく変化した時代だった。同時期に、カール・フォン・リンネの分類学を通じて植物学の知識が広く解放された。イギリスでもリンネの分類学は注目されたが、そのポイントとして植物の生殖器官である花の形態によって、多くの植物を分類整理できたことにあった。エラズマスは1791年に、ロマン主義文学とリンネの植物学を融合させた長大な物語詩『植物の園』(The Botanic Garden)を発表した。
『植物の園』は、詩の本文よりも原注のほうがはるかに多いという異様な形式を持つ。本文が精霊や妖精といった神秘論的イメージにあふれる一方で、注釈は詳細かつ科学的厳密性をもち、斬新な仮説の展開も行われている。新しい植物学が当時の人びとに与えたグロテスクな幻想を、科学と神秘を混合させて雄弁に表現した作品である。
『植物の園』は発表当時からあまりにもエロティックであると批判を受けた。エラズマスは批判に対して「リンネの分類学の本質こそそのエロティシズムにあるのだ」として譲らなかった。

## 著作物
- 『The Botanic Garden』(1791)
- 『Zoononia』(1794)
- 『Phytologia』(1800)
- 『The Temple of Nature』(1803)

## その他
- エラズマス・ダーウィンの著書はドイツ語などに翻訳され、ヨーロッパ大陸の自然哲学にも大きな影響を与えた。
- のちにエラズマスの哲学的、観念的「進化論」はジャン・アンリ・ファーブルが「昆虫記」において実地の観察や実験に基づいて痛烈に批判している。
- 吃音症であった[5]。

- チャールズ・ダーウィンへの影響

　チャールズは「自伝」(1876年執筆)で18歳以前に「ゾーノミア」を読んだことがあったが、なんの影響も受けなかった。しかしながら、若い頃にこういう見解が主張されたり、讃えられたりするのを聞いたことが、『種の起源』の中でちがった形でそれらを支持させるように働いたということは、ありうることである。当時は「ゾーノミア」に大いに敬服していたが、10〜15年後に読み返したときは思索が実例よりもはるかに多いことにとてもがっかりした、としている。実際は祖父の進化についての章は無意識のうちにチャールズに大きな影響を及ぼしている。チャールズが祖父を否定せざるを得なくなったのは、ウィルパーフォース主教などの書評で、祖父のアイデアを復活させたにすぎないと非難されたため、自説の独自性を強調しなければならなかったことと、ヴィクトリア時代の善きキリスト教徒でエラズマスの自由思想を受け入れ難かった家族の女性たちから、祖父との繋がりをもっとはっきり否定するように説かれたことによる。
　チャールズは祖父を否定せざるを得なかったことに心穏やかでなく、70歳になってから祖父の伝記を書いた。("The Life of Erasmus Darwin 1879")しかし、エラズマスを嫌っていた娘のヘンリエッタに校閲させたため、エラズマスに好意的な記述はほぼ全て削除されて出版された。
- 孫のフランシス・ゴルトン(ゴールトン)はエラズマスの発明の才と多面性を受け継いだ。優生学で知られるが、指紋による身元確認や、天気図の発明などの気象学における業績も大きい。[7]

- 「植物の園」の自然描写とフランス革命に対する熱情はワーズワースの心を捉え、コールリッジの潜在意識に入り込み、「老水夫考」と「フビライ汗」の随所に強い影響を与えた。キーツは「フローラ神といにしえのパン神の世界」への興味を分かち合った。シェリーはエラズマスの熱心な信奉者となり、『雲』に見られるように自然をうたった詩に科学を融合させる手法を受け継ぎ、急進的なエラズマスの思想を称賛した。[8]

- 蒸気機関を改良したジェームズ・ワットと実業家マシュー･ボールトンは、自分たちの蒸気機関の改良点を総括した手紙をエラズマス･ダーウィンに送っている[9]。